# Kalevala (rajon)

Rajonens läge i Karelska republiken.

För andra betydelser, se Kalevala (olika betydelser).
Kalevala (ryska Калевала; före detta Uhtua eller Uhtuo, på ryska Ухта, Uchta) är en rajon i Karelska republiken i västra Ryssland. Den har en yta på 17 041 km² och hade 8 319 invånare vid folkräkningen 2010, vilket ger en folktäthet på 0,5 invånare per km². Lite mer än hälften av invånarna bor i staden Kalevala, som är rajonens administrativa centrum.